# Kreinsloger
Die Kreinsloger ist eine zentrale Erschließungsstraße in Bremen, Stadtteil Blumenthal, sie trennt die Ortsteile Blumenthal und Lüssum und führt von der Landrat-Berthold-Straße nach Rönnebeck und dadurch von der Lüssumer Straße und Schwaneweder Straße bis zur Rönnebecker Straße und fast an die Weser und die Fähren Bremen-Stedingen mit der Fährstelle Blumenthal - Motzen.
Die Querstraßen und Anschlussstraßen wurden u. a. benannt als Schwaneweder Straße nach dem Ort Schwanewede, Lüssumer Straße nach dem bis 1907 selbstständigen Ort Lüssum, Neuenkirchener Weg nach dem Ort Neuenkirchen, zu dem sie führte, Mühlenstraße nach einer Mühle, die bis 1762 dort stand, An der Lehmkuhle 1976 nach einer örtlichen Lehmkule, Zschörnerstraße nach dem Direktor der Bremer Woll-Kämmerei von 1884 bis 1903 Paul Zschörner (1852/53–1911), Bundesautobahn 270, Johann-Philipp-Palm-Straße nach dem freiheitlichen hingerichteten Buchhändler (1766–1806), Ermlandstraße nach dem früheren ostpreußischen Gebiet (heute Polen), Eggestedter Straße und Hinnebecker Straße nach Ortsteilen der Gemeinde Schwanewede, Rudolf-Breitscheid-Straße nach dem Politiker (SPD) und Widerstandskämpfer (1874–1944), Striekenkamp nach einer Flur mit langen (= niederdeutsch strieken) Feldern (= Kamp), Lüssumer Kamp nach einer Flurbezeichnung, Jollenstraße nach den hier gebauten Jollen, Am Alten Kamp nach einer Flur für ein altes Feld, Am Klüverbaum nach dem Rundholz, das über das Vorschiff eines Segelschiffes hinausragt, Reepschlägerstraße nach dem Handwerksberuf Reepschläger in der Seilherstellung, unbenannter Weg und Rönnebecker Straße nach dem Ortsteil; ansonsten siehe beim Link zu den Straßen.

## Geschichte

### Name
Die Straße Kreinsloger wurde nach dem Lager (= Loger) der Krähen benannt.
In der niederdeutschen und althochdeutschen Sprache wurde sie lautmalerisch als krâwa, krâ (mhd.), kreie und Kreins (plattdeutsch), kraaie (ndl.) oder kraeje bezeichnet. Raben und Krähen bilden zusammen die Gattung Corvus in der Familie der Rabenvögel. In Europa ist die Saatkrähe und die Aaskrähe (auch Nebelkrähe genannt) häufig anzutreffen.

### Entwicklung
Die Straße ist eine alte Wegeverbindung von Lüßum nach Rönnebeck. Nach dem Zweiten Weltkrieg wurde die Straße ausgebaut. 2009 fand der Ausbau der Bundesstraße 74 zur Autobahn A270 statt.
Blumenthal ist Bremens nördlichster Stadtteil.

Rönnebeck wurde 1586 zuerst erwähnt und war lange Zeit beim Amt bzw. Kreis Blumenthal. 1908 wurde der Ort nach Blumenthal eingemeindet.

### Verkehr
Die Bundesautobahn 270 erschließt an der Kreinsloger seit 2009 den Stadtteil für den Fernverkehr und führt westlich zur Bundesstraße 74 nach Farge zur Weserfähre und nach Berne sowie östlich zur B 74 nach Stade bzw. zur Bundesautobahn 27 nach Bremen-Mitte bzw. Cuxhaven.
2007 bot die NordWestBahn einen Vorlaufbetrieb auf der für den Personenverkehr der reaktivierten Bahnstrecke Bremen-Farge–Bremen-Vegesack (Farge–Bremen) von 1888 an. Die Regio-S-Bahn Bremen/Niedersachsen mit der Linie RS1 quert seit 2011 die Straße und hat den Haltepunkt Kreinsloger.
| Linie | Verlauf | Takt                                            |
| ----- | --- | ----------------------------------------------- |
| RS 1  | Bremen-Farge – Bremen Turnerstraße – Bremen Kreinsloger – Bremen Mühlenstraße – Bremen-Blumenthal – Bremen Klinikum Nord/Beckedorf – Bremen-Aumund – Bremen-Vegesack – Bremen-Schönebeck – Bremen-St. Magnus – Bremen-Lesum – Bremen-Burg – Bremen-Oslebshausen – Bremen-Walle – Bremen Hbf – Bremen-Sebaldsbrück – Bremen-Mahndorf – Achim – Baden (Kr Verden) – Etelsen – Langwedel – Verden (Aller) Stand: Fahrplanwechsel Dezember 2023 | 30 min 60 min (Bremen Hbf–Verden am Wochenende) |

Im Nahverkehr in Bremen wird die Straße ab Neuenkirchner Weg durchfahren von der  Buslinie 91 (Gröpelingen ↔ Rönnebeck) und 92 (Gröpelingen ↔ Rönnebeck) sowie teilweise der Buslinien 95 (Gröpelingen ↔ Bockhorn (oder Betriebshof Blumenthal)) (Schwaneweder Str. – Eggestedter Str.) und 96 (Ringverkehr Blumenthal) (Neuenkirchner Weg – Ermlandstr.).

## Gebäude und Anlagen
An der Straße stehen überwiegend ein- und zweigeschossige Wohnhäuser.
Erwähnenswerte Gebäude und Anlagen
- Nr. 2: 3-gesch. Wohn- und Geschäftshaus von um 1970/80 mit einer Gaststätte
- Nr. 9: 3-gesch. Wohn- und Geschäftshaus von um 1970/80 mit einer Filiale der Sparkasse Bremen
- Nr. 26: 1-gesch. verklinkertes giebelständiges Wohnhaus von um 1902 mit prägenden Putzfachen
- Brücke über die Autobahn A 270, früher Bundesstraße B74
- Zwischen Autobahn und Striekenkamp: einseitige Grünzone
- Nr. 65: 2-gesch. giebelständiges Wohn- und Geschäftshaus mit Fachwerkgiebel und Sozialeinrichtung
- Nr. 103 bis 117a: 3-gesch. Wohnhäuser der 1970er Jahre mit Satteldächern in einem Mietwohnungsgebiet sowie mit
  - Nr. 111: 4- bis 8-gesch. Wohnhochhaus mit DHL-Packstation
- Gleis der Regio-S-Bahn Bremen/Niedersachsen der Linie RS1 mit Haltepunkt Kreinsloger
- Nr. 126: 1- und 2-gesch. Haus der Selimiye Moschee. Berühmt ist die an der Fassade abgebildete Selimiye-Moschee in Edirne von 1575 als UNESCO-Welterbe. Der türkische und arabische Name Selim bedeutet vollkommen, makellos.
- Nr. 141: 8- bis 9-gesch. Wohnhochhaus von um 1980 als markanter Orientierungspunkt
- Nr. 149: 2-gesch. Wohn- und Geschäftshaus mit Gaststätte